# Simboluri în islam

Cuvântul Allah scris în arabă

Simbolul (în arabă رمز pl. رموز) este în religie o reprezentare convențională concretă a unei noțiuni abstracte urmărind fixarea accesibilă a unor  mituri incomprehensibile în forma lor originală. În islam reprezentarea sa este marcată de un ansamblu complex de imagini care definesc realitatea, reglementarea acesteia fiind dată de Coran. 

## Mit și simbol
Reprezentarea lumii printr-un fel de magie în sensul larg al termenului este identificată cu un echilibru psihosocial. Prin intermediul acestui proces va lua naștere teofania. În islam, religia și tradița urmează căi separate, căci islamul a moștenit ideologia culturilor care au precedat-o, adăugând acesteia propriile idei și concepte, în care simbolul (ramz) și ramificațiile sale – alegoria (riwaya, imaginea (sura), epifanizarea (tanhiz) - își găsesc locul în totalitate . La rândul lor, simbolurile sunt fie obișnuite (steagul , culoarea verde-caracteristicã islamului), fie  capătă diferite sensuri în funcție de contextul socio-cultural, aceste sensuri fiind subordonate unor arhetipuri, formate de către inconștient. Toate aceste arhetipuri
Simbolurile islamice sunt cel mai bine redate Coran fiind reflectate în teme care păstrează dihotomia divinitate – om, natură – destin. Omul este inzestrat cu liber arbitru, de aceea este supus păcatului, fiind atras de Satana('Iblīs) care a fost alungat din cer, căci a refuzat să i se inchine lui Adam :
„Când Noi am spus îngerilor: „Aruncați-vă cu fața la pământ înaintea lui Adam!”, ei s-au aruncat, afară de 'Iblīs, care a refuzat cu trufie, căci era dintre cei tăgăduitori”— Coran, 2:33
Pe lângă acest aspect se păstrează ideile eschatologice, urmând ca la Judecata de Apoi oamenii să fie trimiși în Rai sau în Iad. Cel mai concret arhetip ar fi imaginea beduinului, idealizarea sa, cel care vorbește limba perfectă, limba revelației Coranului, deci limba sacră.
Despre mit Mircea Eliade afirma:      
„Pare improbabil ca o societate să se poată elibera complet de mit, deoarece, dintre notele esențiale comportamnetului mitic-modelul exemplar, repetiție, ruptura duratei profane și integrarea timpului primordial , - cel puțin primele două sunt cosubstanțiale condiției umane.”
Ad-dunyā (lumea prezentă) și al-'aḫīra(lumea de dincolo) sunt caracterizate de arhetipuri, de imagini care definesc spațiul și mentalitatea islamică. Astfel, se impun dihotomiile lună-soare, moarte-viață, demon–înger, ori elementele ce țin de bestiar sau de vegetal. Dualitatea este reflectată până și la nivelul limbii, gândirea mistică regăsindu-se în terminologia lingvistică: litere lunare și litere solare.

## Ad-dunyā

### Timpul
Timpul joacă un rol vital, reprezentând încă din perioada preislamică o forță care anima și domina universul, un fel de dinamism creator.

### Predestinarea
Credința în destin și în predestinare (qadar) este profund ancorată în viața musulmanilor. Există un gen de fatalism care conduce la absența oricărei inițiative personale, la o indiferență și la o resemnare, așa cum afirmă majoritatea istoricilor. Numeroase proverbe și maxime reamintesc în permanență de puterea divină. Formula In šāʼa ʼAllah (Dacă Dumnezeu vrea) exprimă totuși ideea unei speranțe, încrederea în voința divină, cu ideea că aceasta le va aduce reușita. Aceasta exprimă totodată și faptul că nu există o altă forță  mai superioară decât aceea a lui Dumnezeu. Islamul nu cunoaște vreo teologie a suferinței, boala și suferința prezente la ei fiind considerate fie ca o probă la care Dumnezeu îi supune, fie drept pedeapsă, fie pentru păcatele comise.

### Spațiul
Pentru musulmani stâlpul cosmic (axis mundi) este reprezentat de către Kaaba, element ce reiese și din direcția (qibla) efectuării rugăciunii către Mecca. Aceasta demonstrează existența unei geografii sacre islamice și bineînțeles a hegemoniei locurilor sacre.

### Kaaba
Conform tradiției islamice Kaaba a fost înălțată inițial de Adam,potrivit unui model ceresc, iar apoi construită de Avram și Ismael, după Potop. Aceasta a rămas în grija descendenților lui Ismael, până când au venit quraysiții, care au continuat vechea tradiție ismaelită. Când a început să construiască Kaaba, Ismael a primit de la Gavriil Piatra Neagră, aflată și astăzi în colțul sud-estic al Kaabei. Tot Arhanghelul Gavriil l-ar fi învățat pe Ismael cum să se desfășoare pelerinajul (ḥağğ).

### Fiicele lui Allah
În perioada preislamică zeitățile constituiau modele pentru societatea vremii. Zeitățile care ar sta la baza  arhetipului preislamic, sunt Al-Manāt, Al ‘Uzza și Al-Lat. Al-Manāt era zeița destinului al cărei cult datează dintr-o etapă anterioară vieții religioase coranice. Principalul ei sanctuar se află la Qudayd, pe drumul dintre Mecca și Yaṯrib (ulterior Medina)și constă într-o piatră neagră așezată în poziție verticală în regiunea muntelui al-Musallal. Tribul Qurays o venera până ce Muḥammad în anul 8 H. își trimite ginerele ʻĀlī să distrugă acest idol, într-o campanie de răspândire a religiei. O altă zeitate este Al ‘Uzza  venerată de tribul Qurayš Qurays, iar Muḥammad, la rândul său, îi aduce în tinerețe un sacrificiu. Sanctuarul său consta în trei copaci, iar sacrificiul uman este o caracteristică a cultului acestei zeițe.
Al-Lat este la origine o divinitate celestă, al cărei simbol era un bloc de piatră situat la Aṭ-Ta'if⁠(en)[traduceți]. Într-un asemenea loc nu se puteau săvârși crime sau jertfe. Herodot menționează această zeiță printre divinitățile nabateene, sub numele de Alilat.  

### Simboluri ascensionale (luna, stelele, soarele)
În Coran luna apare descrisă în sura 54:1 Se apropie ceasul și luna se despică. Ea reprezintă astrul important al nopții și ajută la stabilirea calendarului religios,introduce o ruptură în timp și un contrast benefic cu soarele, astrul zilei. Este asociată unui miracol al profetului Muhammad pe care unii comentatori l-ar fi contestat, pretinzând că a fost postum, la cererea expresă a meccanilor, care doreau să-l pună la încercare. Profetul ar fi reușit să despice luna pentru a le arăta puterea divină. Coranul evocă acest episod. În Cronica sa, Tabari (839- 923), vorbind despre Creator, spune că acesta i-a poruncit regelui Gavriil ,,Să frece luna cu aripa sa ca să-i dispară strălucirea.
Graf de la Salle pune accentul pe importanța lunii în folclorul și viața tunisienilor: Acest astru scrie el, joacă pentru aceștia și mai ales pentru femei, un rol marcant în viața de toate zilele. 
 Pentru tunisieni și pentru orientali în general,  luna este simbolul frumuseții de unde proliferarea numelor nou-născutelor, plasate sub semnul frumusețiii lunare (qamar) Badr
Luna mai este solicitată în practicile divinatorii și magice, în așa fel încât o noapte anume sau alta are o importanță nemăsurată în calendarul arab, având în vedere nașterea sau dispariția lunii la jumătatea distanței. Cea de-a 14 noapte a lunii este propice oracolelor se spune că este noaptea împărțirii destinelor (kassam al–azrāk). Luna participă la un număr mare de rituri preislamice. Venerarea lunii denotă o societate pastorală, în timp ce venerarea soarelui constituie o trăsătură a stadiului agrar, ulterior. Și în zilele noastre, beduinii musulmani Rwala consideră că existența le este gestionată de lună care ar condensa vaporii de apă, așterne roua binefăcătoare pe pășune, făcând posibilă viața plantelor. Simbolul este recurent și în tradiția populară. Într-un proverb libanez se afirmă că: Dacă ai lună nu te mai uita la stele.

### Apa

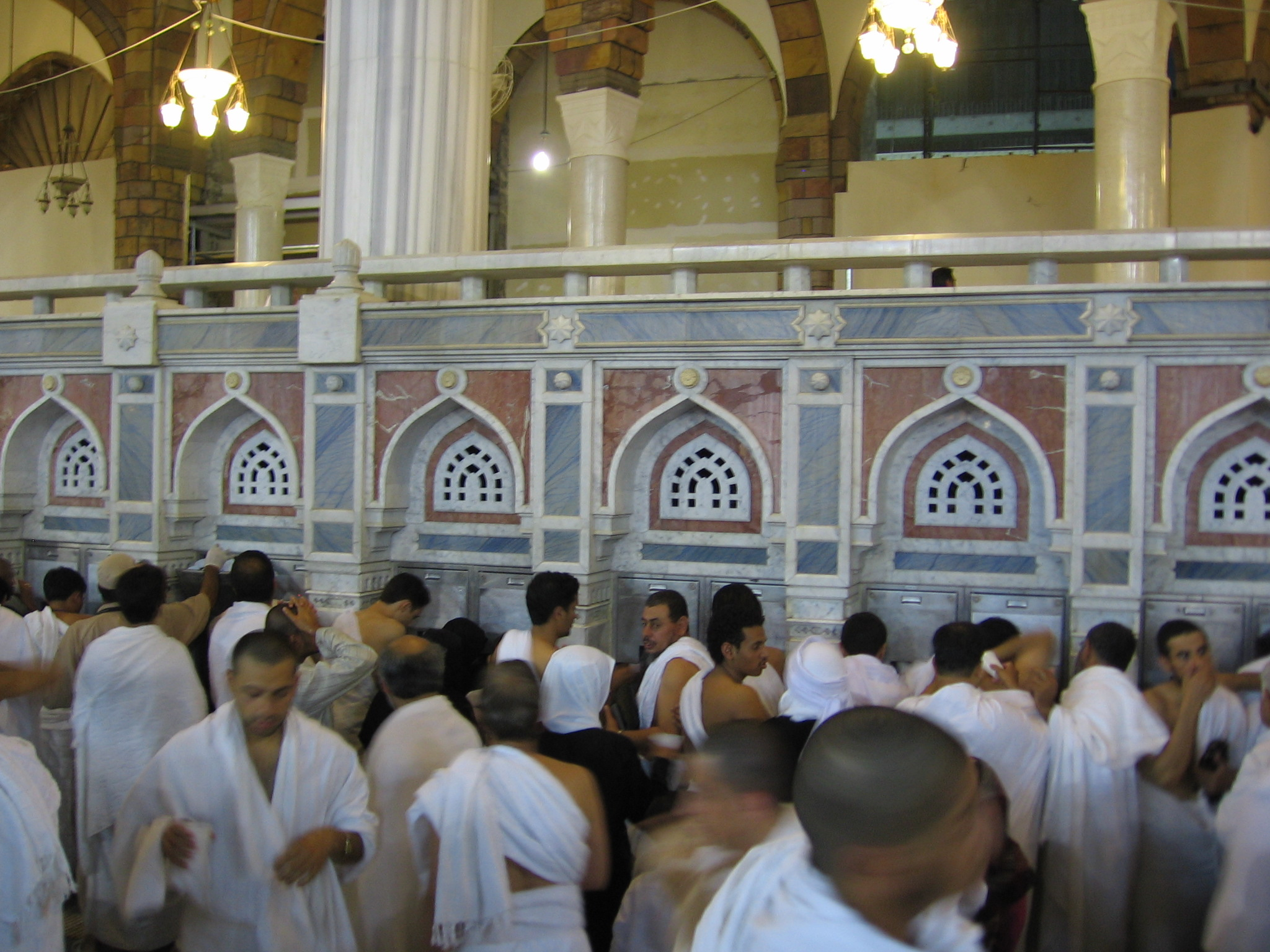
Zamzamwill

Apa este un imbol al manifestării divine, al bunătății și al vieții, apa și toată logistica înconjurătoare aveau parte, în vechea Arabie, de o apreciere cu totul aparte. Funcția de siqaya –cei care răspundeau de aprovizionarea cu apă a pelerinilor, era o sarcină rezervată aristocrației din Mecca: 
Oare nu văd cei care nu cred că cerurile și pământurile au fost împreună și că noi le-am despărțit și din apă am făcut tot ce este viuCoran, 21: 30-31
Ea asigura tototadată rodnicia plantelor :
 Și noi trimitem din ceruri apa binecuvântată și prin ea lăsăm să răsară grădini și grâne pentru seceriș și palmieri semeți cu ciorchini rânduiți ca hrană pentru rob,Coran, 50: 9-11.
Cunoscut este și izvorul Zamzam⁠(en)[traduceți], izvorul din deșert, cu apele sale care curăță, tămăduiesc și dau viață, devine firește obiect al venerației. Sacralitatea izvorului Zamzam datează din perioada preislamică .

### Vegetalul
Arborele este un simbol care apare în Coran și în culegerea de hadith–uri (spuse ale profetului). Dacă în general arborele întruchipează omul în căutarea unui destin mai bun, neviciat de gânduri rele, esențele sunt supuse unei scări valorice articulate: astfel palmierul și măslinul sunt cele mai respectate. Copacul zaqquum este cel mai temut, el fiind un arbore al pedepsei și suferinței. Livezile înflorite bine înmiresmate sunt covorul vegetal specific Paradisului. Cronica lui Tabari (838-923) citează aussadj-ul, un copac ciudat a cărui particularitate e aceea de a fi fost primul ce a crescut pe suprafața Terrei. Arborele simbolizează rând pe rând capacitatea de gândire și capacitatea intelectuală, trunchiul fiind sursă de cunoaștere , ramurile echivalând calităților, aptitudinilor, iar fructele constituind concluziile.
 O Adam, vrei să-ți arăt pomul veșniciei și împărăția care nu piere?  Coran, 7: 19-20

### Bestiarul (cămila, calul, albinele)
Calul este un animal solar (Equus caballus), fiind strămoșul calului actual și un animal căruia musulmanii în general și arabii în special, îi acordă un respect nemăsurat. Stima aceasta față de cea mai nobillă cucerire a omului nu e întâmplătoare, ea a fost încurajată tot atât de bine de Coran și de profet, cât și de binefacerile și serviciile loiale pe care acest animal le-a adus armatelor musulmane, prinților și filfizonilor din dinastiile abassizilor și fatimizilor care-I foloseau în jocurile lor ecvestre. Doi bidivii mitici ocupă tot spațiul imaginar care îl leagă pe om de divinitate, căci ei sunt prezentați în tradiție ca cei care facilitează  contactele: calul fabulos al-Buraq și bidiviul Duldul, numele calului dăruit de profet ginerului său Ali. Al-Buraq⁠(en)[traduceți], reminiscență a lui Pegas din mitologia greacă, un cal înaripat cu cap de femeie. Cronicarii îl descriu în mii de feluri, formula care a învins fiind aceea că este însuși Arhanghelul Gavriil.
Albina reprezintă în Coran un simbol care va da și numele unei sure. De altfel în numeroase hadithe, Profetul își exprimă adimirația pentru această vietate.

## Al-'aḫīra
Lumea de dincolo aduce în prim plan dualitatea înger - demon.

### Ziua Judecății de Apoi
Judecata de Apoi va fi anunțată de Azrafil, iar ziua reamintește de caracterul efemer al vieții și de inevitabilitaea morții. Însăși ideea seamănă teamă, teama ce functionează ca un cadru pedagogic a cărui însușire -și nu dintre cele minore – e aceea de a preveni pe musulman de pedeapsa Infernului care îl așteaptă dacă nu consimte să se supună poruncilor lui Dumnezeu și profetului său.
 Ziua când veți fi adunați pentru Ziua Adunării va fi ziua adunării deopotrivă. El le va șterge faptele rele celor care cred în Dumnezeu și făptuiesc binele. El îi va lăsa să intre în Grădinile pe sub care curg râuri, unde vor fi veșnici. Aceasta este fericirea cea mare. Cei ce au tăgăduit și au socotitt semnele noastre minciuni vor fi soții Focului, unde vor fi veșnici. Coran,64: 9-10 

### Satan și demonii
'Iblīs, Šaitan este un djin ce a refuzat voința divină. Noțiunea vine de la verbul « šatana » care înseamnă ,,a fi îndepărtat de Dumnezeu", cât și de la verbul ,,schaata,,, care înseamnă ,,a arde". 'Iblīs este cel ce desemnează djinii ca  fiind nebuni, numele său însemnând ,,cel ce este  decepționat ".
"Și printre noi sunt supuși, și printre noi sunt răzvrătiți. Cei care s-au supus au ales Calea cea bună, iar cei răzvrătiți vor fi Gheenei vreascuri"   Coran 72: 4
Formulele Bismillah ar-raḥmān ar-raḥīm" și "Al–ḥamd li-llahi" sunt de fapt expresii ce vor să amintească atotprezența lui Dumnezeu, prin conștientizarea prin repetare.  Expresie a neputinței lui Satan în acțiunile zilnice se impune preferința pentru mâna dreaptă căci cu mâna stângă se hrănește Satan. }n plus la Judecata de Apoi, musulmanii vor primi în mâna dreaptă cartea cu faptele lor bune.

### Îngerii
Lumea invizibilă a îngerilor este numită Malakūt, în aceasta ei având anumite misiuni.
Îngerul Gabriel, sau Sfântul Duh în islam are un rol important în transmiterea mesajului divin. Prin intermediul său, religia îi este revelată lui Muḥammad. Azrael, îngerul morții are misiunea de a primi sufletele celor morți pentru a fi oferite lui Dumnezeu. Îngerii Munkar⁠(en)[traduceți] și Nakir⁠(en)[traduceți], sunt cei care conform tradiției, apar după înmormântare pentru a adresa mortului întrebări în legătură cu credința sa și cu viața sa spirituală. Nu găsim nimic din această concepție în Coran, totuși, originea s-ar regăsi în anumite hadithe.
Religia beduinilor reprezintă cea mai veche și mai primitivă formă de religie semită, așa cum afirmă orientalistul Phillip Hitti⁠(en)[traduceți] în lucrarea “Istoria arabilor “. Cultele arabilor peninsulari cu trăsăturile lor astrale, templele ornamentate,ritualurile complicate și sacrificiile, constituie un stadiu de dezvoltare ulterior, un stadiu atins de societatea sedentară. În această cultură nu se poate gândi ca un musulman fără a găsi o corespondență  simbolică.